# Heil dir im Siegerkranz
Heil dir im Siegerkranz (z niem. Chwała Ci, w wieńcu zwycięzcy) – niemiecka pieśń patriotyczna będąca w latach 1871–1918 nieoficjalnym hymnem Cesarstwa Niemieckiego, podobnie jak Die Wacht am Rhein. Wykonywana była z okazji rocznicy wstąpienia na tron cesarzy i królów niemieckich a także ich urodzin lub śmierci. Pierwsze wykonanie miało miejsce 25 maja 1795 roku z okazji urodzin króla Fryderyka Wilhelma II.
Wcześniej była hymnem Królestwa Prus, ale miała tę samą melodię, co brytyjski hymn God Save the King i amerykańska pieśń patriotyczna My Country, 'Tis of Thee, przez co znana była tylko w nielicznych kręgach i nieuznawana przez południowe państwa wchodzące w skład II Rzeszy.

## Tekst
1.
Heil dir im Siegerkranz,
Herrscher des Vaterlands!
Heil, Kaiser, dir!
||: Fühl in des Thrones Glanz
Die hohe Wonne ganz,
Liebling des Volks zu sein!
Heil Kaiser, dir! :||
2.
Nicht Roß, nicht Reisige
Sichern die steile Höh’,
Wo Fürsten steh’n:
||: Liebe des Vaterlands,
Liebe des freien Manns
Gründen den Herrscherthron
Wie Fels im Meer. :||
3.
Heilige Flamme, glüh’,
Glüh’ und erlösche nie
Fürs Vaterland!
||: Wir alle stehen dann
Mutig für einen Mann
Kämpfen und bluten gern
Für Thron und Reich! :||
4.
Handel und Wissenschaft
Heben mit Mut und Kraft
Ihr Haupt empor!
||: Krieger- und Heldentat
Finden ihr Lorbeerblatt
Treu aufgehoben dort,
An deinem Thron! :||
5.
Dauernder stets zu blüh’n
Weh’ unsre Flagge kühn
Auf hoher See!
||: Wie so stolz und hehr
Wirft über Land und Meer
Weithin der deutsche Aar
Flammenden Blick. :||
6.
Sei, Kaiser Wilhelm, hier
Lang’ deines Volkes Zier,
Der Menschheit Stolz!
||: Fühl’ in des Thrones Glanz,
Die hohe Wonne ganz,
Liebling des Volks zu sein!
Heil, Kaiser, dir! :||